# W. Wallace McDowell, Jr.
W. Wallace McDowell Jr. (geboren 1935) ist ein amerikanischer Unternehmer. Er war Chairman of the board der Illinois Central.

## Karriere
W. Wallace McDowell Jr. graduierte 1958 an der Princeton University. 1963 erlangte er seinen Abschluss als Master of B.A. an der University of Virginia. Danach begann er eine leitende Tätigkeit im Philip-Morris-Konzern. Ab 1978 war er Executive Vice President Operations. Als 1983 durch Louis Marx Jr. das Investment- und Risikokapitalunternehmen The Prospect Group gegründet wurde er Chairman of the board und Chief Executive Officer. In dieser Position blieb er bis zum Januar 1990. Während dieser Zeit erfolgten sämtliche Investitionen des Unternehmens. Deshalb war er auch Chairman der Midsouth Rail Corporation von 1986 bis 1989 sowie anschließend bis 1990 Chairman der Illinois Central Corporation (Holdinggesellschaft der Bahngesellschaft Illinois Central Railroad) sowie Chairman einiger weiterer Beteiligungen.
Vom Januar 1991 bis zum 1. November 1994 war er leitender Direktor des Investmentunternehmens Morgan Lewis Githens & Ahn sowie vom Mai 1992 bis zum April 1997 war er Chairman von ITI Technologies Inc. (jetzt Interlogix Inc.). 1993 war er am Versuch die Bangor and Aroostook Railroad zu erwerben, beteiligt.
Seit November 1994 ist er als Privatinvestor tätig.
Außerdem saß McDowell ab 1992 bis 1996 im Aufsichtsrat der U.S. HomeCare Corporation, der Knowledge Learning Corporation (seit 1984), Grossman’s Inc. sowie von Jack Morton Productions.